# ジェントルマン (曲)
『ジェントルマン』（朝: 젠틀맨、英: GENTLEMAN）は、PSY（サイ）の曲である。

## 概要
作詞：PSY、作曲：PSY、ユ・ゴニョン、編曲：ユ・ゴニョン。
2013年4月13日ソウルワールドカップ競技場で開催されたPSYのコンサートで先行公開され、正式に9時にYouTubeに公開された。
同曲の振り付けは、「小生意気ダンス」と呼ばれているものである。これは元々、韓国の女性グループ・Brown Eyed Girlsの楽曲『Abracadabra』（2009年）で話題になった振り付けで、これをPSYが引用した。「小生意気ダンス」を引用した理由についてPSYは、「今後も引き続き韓国のダンスや韓国の曲もたくさんカバーするつもりです。韓国のようにダンスにポイントがある音楽市場があまりないですね。僕の馬ダンス（引用者注：『江南スタイル』の振り付け）も一つのポイントダンスでしたし、ダンス音楽史に多かったポイントダンスを再解釈して海外に知らせる予定です。そのダンスの元の主人が海外で注目されればいいと思っています。韓国の曲を再解釈して知らせたい。第3の創作物ではないとしても、韓国の良い物をたくさん持っていく計画だ」と語っていた。現状では、ダンスについては著作権の概念が無いため、ダンスをリメイクする際に著作権を購入する必要は無いが、PSYは、「小生意気ダンス」を考案した振り付け師の「YAMA＆HOTCHICKS(ヤマアンドホットチックス)」に著作権料を支払ったとされている。
ミュージックビデオに、Brown Eyed Girlsのメンバーであるガインが出演したのは、「小生意気ダンス」の引用によるつながりである。ミュージックビデオには、他にも無限挑戦メンバーたちが出演した。ミュージックビデオの内容は、曲名の『ジェントルマン（紳士）』とは対照的に、PSYがいくつもの非紳士的なイタズラ（例えば「握りっ屁」や、「PSYがエレベーターで腹が痛そうな男性と一緒に乗り合わせると、PSYは行先階のボタンをいくつも押して妨害する」など）をするというものである。
歌詞では、”mother father gentleman”というフレーズがあるが、この意味についてPSYは、「たくさんの人々が“母、父、紳士”か、“母と父に紹介する紳士”か、それとも比喩的表現なのか聞かれました。僕はいずれも合っていると思います」と答えており、特に深い意味は無いようだ。また、同曲では「알랑가 몰아(アランガモラ、知っているかい)」「말이야(マリヤ、ということだ)」といった韓国語の単語が繰り返し使われているが、PSYは「歌詞の発音一つ一つを外国の人々の目線から考えた。歌詞ではなく、言語学に近かった」と述べていた。
2016年10月30日、YouTubeで10億回再生を突破した。

## 販売
| 国   | レーベル               | 配信開始日    | 規格     |
| ---- | ---------------------- | ------------- | -------- |
| 韓国 | YGエンターテインメント | 2013年4月12日 | 音楽配信 |
| 世界 | School Boy, Republic   | 2013年4月12日 | 音楽配信 |

## エピソード
- アメリカのロックバンド「グリーン・デイ」のボーカルであるビリー・ジョー・アームストロングは、2013年5月8日に画像共有サービス「Instagram」にPSYの画像を投稿した上で、「こいつは音楽界のヘルペスだ。一度はいなくなったと思ったら、また戻って来やがる」と、症状が治まったと思っても再発を繰り返す病気「ヘルペス」になぞらえてPSYを非難した。これに対してPSY本人は、アメリカの音楽番組「Fuse TV」に5月8日に出演した時にこの発言を知らされ、「ヘルペスって何？ビリー・ジョー？」と、ヘルペスやビリーのことをよく知らない様子で、「彼は僕をヘルペスみたい・・・何度も戻ってくるって言ったんだね。それってかっこいいことだと思う。ありがとう」と話した[6]。